# Robert Eildermann
Robert Eildermann (* 24. Juli 1912 in Altona; † 3. Februar 1984 in Hamburg) war ein deutscher Autor. Er schrieb Bühnenstücke und Hörspiele vorwiegend in niederdeutscher Sprache, verfasste aber auch einige Werke in Hochdeutsch.

## Leben
Eildermann wuchs in Altona und Bremen auf. Er besuchte die Volksschule in Bremen. Bereits als Schüler verfasste er eigene Bühnenstücke, die in der Schule aufgeführt wurden. Nach einer Lehre zum Schmied begab er sich zunächst auf Wanderschaft. Später war er als Fabrikarbeiter, Bankangestellter und ab 1946 als Angestellter der Stadt Hamburg (Dienststelle Altona des Staatsarchivs) tätig.
Seine erste Veröffentlichung war der Roman Marion und die Vagabunden, der 1938 im Dreizack-Verlag erschien. Anfang der 1950er Jahre kamen drei Jugendbücher hinzu. Im Oktober 1960 wurde Eildermanns Bühnenstück Steenstraat 59 am Hamburger Ohnsorg-Theater uraufgeführt, weitere Stücke folgten. Niederdeutsche Hörspiele von ihm wurden vom Norddeutschen Rundfunk (NDR) und Radio Bremen (RB) gesendet.
Robert Eildermann heiratete im Alter von 25 Jahren in Hamburg Käthe Luise Weidemann. Er war Vater von zwei Söhnen.

## Werke (Auswahl)
- Marion und die Vagabunden. Dreizack, Hamburg 1938 (Roman)
- Pummel und der Ring. Westermann, Braunschweig 1952 (Jugendbuch)
- Peter sucht Cornelia. Westermann, Braunschweig 1953 (Jugendbuch)
- Das verschenkte grosse Los. Westermann, Braunschweig 1954 (Jugendbuch)
- Steenstraat 59: Een Speel in dree Törns. Mahnke, Verden 1960 (UA: Ohnsorg-Theater, 23. Oktober 1960)
- Mudder steiht ehrn Mann: Komödi in dree Törns. Mahnke, Verden 1963 (UA: Ohnsorg-Theater, 28. April 1963)
- Butenbüttel: En Vertellen. Verlag der Fehrs-Gilde, Hamburg 1963
- De griese Tiet: Dree Vertellen. Verlag der Fehrs-Gilde, Hamburg 1966
- De Winkelafkaat: Komödie in dree Törns. Mahnke, Verden 1967 (UA: Ohnsorg-Theater, 2. April 1967)
- En Handvull Gedichten. Verlag der Fehrs-Gilde, Hamburg 1968
- Jule. (Niederdeutsches Hörspiel, RB, 12. Mai 1969)[4]
- Grötens utrichten. (Niederdeutsches Hörspiel, RB/NDR, 5. Oktober 1970)[5]
- De Schrubber: Spiel in drei Akten. Mahnke, Verden 1970 (UA: Niederdeutsche Bühne Ahrensburg, November 1970)